# Alex Hershaft
 (octobre 2018).
Si vous disposez d'ouvrages ou d'articles de référence ou si vous connaissez des sites web de qualité traitant du thème abordé ici, merci de compléter l'article en donnant les références utiles à sa vérifiabilité et en les liant à la section « Notes et références ».
Alex Hershaft, né le 1er juillet 1934, est un militant américain des droits des animaux. Il est le cofondateur et président du Farm Animal Rights Movement (FARM), la plus ancienne organisation des États-Unis (1976) consacrée exclusivement à la promotion des droits des animaux.
Lui-même survivant de la Shoah, il est notamment connu pour avoir comparé le traitement infligé aux animaux et leur industrialisation et l'Holocauste.

## Biographie
Hershaft est né à Varsovie, en Pologne.
Il devient végétarien en 1961 et végan en 1981.